# ولادیمیر ریژکوو

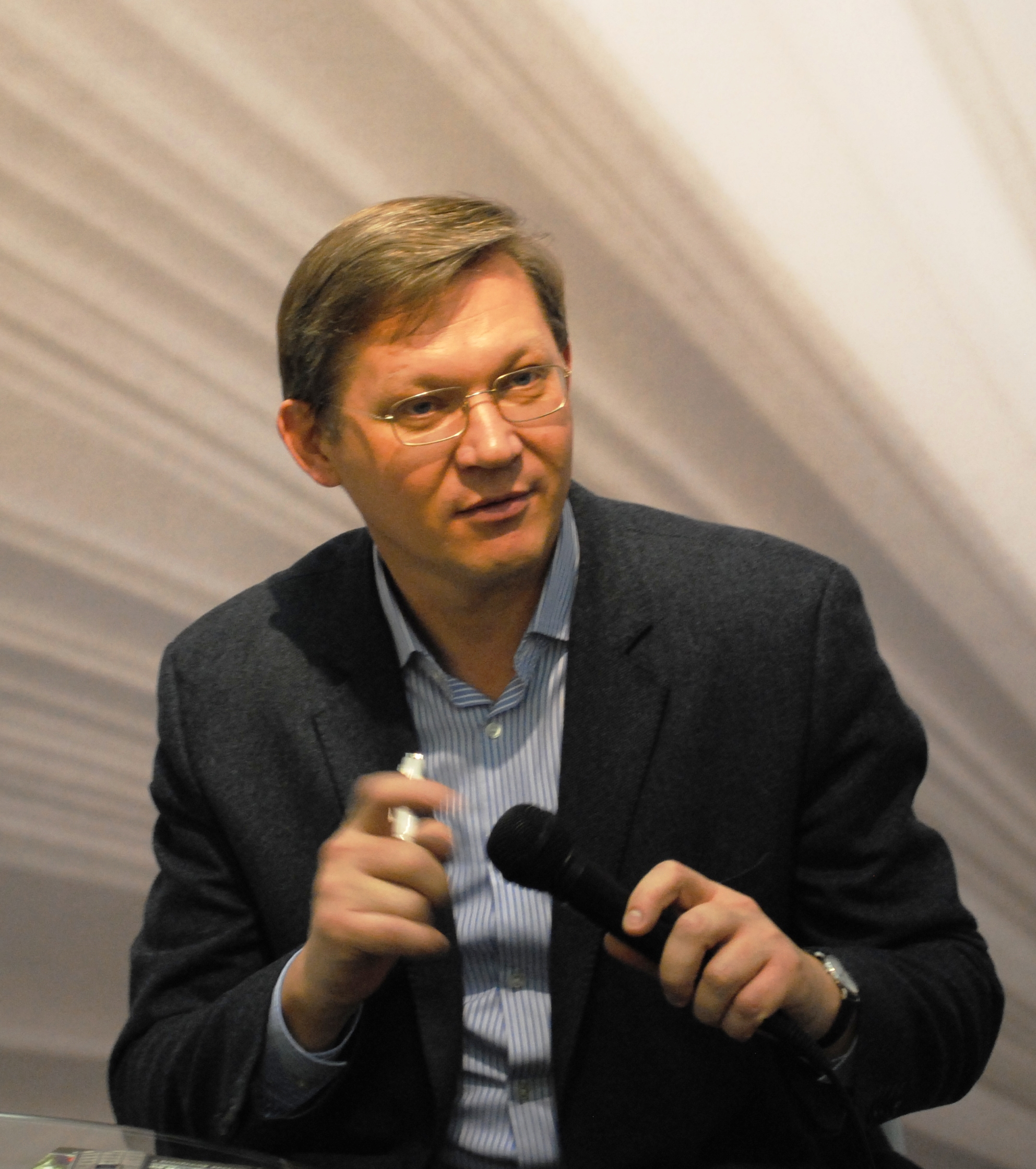

ولادیمیر الکساندروویچ ریژکوف(به روسی Влади́мир Алекса́ндрович Рыжко́в)، زاده ۳ سپتامبر ۱۹۶۶ در شهر روبتسووسک (به روسی Рубцо́вск) از سرزمین آلنایی اتحاد جماهیر شوروی)، یک استاد اقتصاد در دبیرستان، سیاستمدار مستقل، و عضو دومای دولتی روسیه از ۱۹۹۳-۲۰۰۷ است.
او از ۱۹۹۳ تا ۲۰۰۷ نماینده شهر بارنول از سرزمین آلتایی در دومای دولتی روسیه بوده‌است.